# 博讷曼
博讷曼（法語：Bonnemain，法語發音：[bɔnmɛ̃]）是法国伊勒-维莱讷省的一个市镇，属于圣马洛区。

## 地理
博讷曼（48°28'1"N, 1°45'57"W）面积23.77 平方千米，位于法国布列塔尼大區伊勒-维莱讷省，该省份为法国西北部沿海省份，位于布列塔尼半岛东部，北濒大西洋，西接阿摩尔滨海省和莫尔比昂省，南至大西洋卢瓦尔省，西南端接曼恩-卢瓦尔省，东临马耶讷省，东北与芒什省接壤。
与博讷曼接壤的市镇（或旧市镇、城区）包括：巴盖尔莫尔旺、孔堡、埃皮尼亚克、卢尔迈、梅亚克、特雷默厄克、勒特龙谢、梅尼勒罗克。

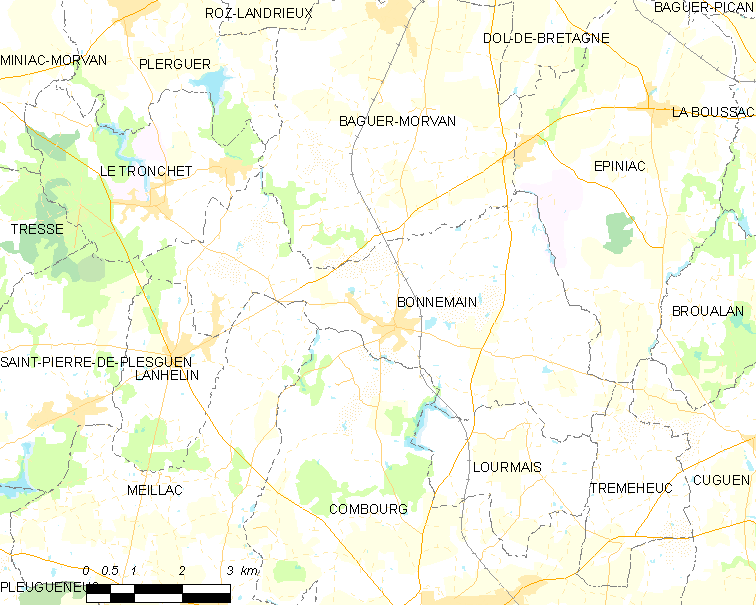
博讷曼的OSM定位图

博讷曼的时区为UTC+01:00、UTC+02:00（夏令时）。

## 行政
博讷曼的邮政编码为35270，INSEE市镇编码为35029。

## 政治
博讷曼所属的省级选区为孔堡县。

## 人口

1962-2008年间博讷曼人口变化图示

博讷曼于2022年1月1日时的人口数量为1533人。